# Sansais
Sansais település Franciaországban, Deux-Sèvres megyében. Lakosainak száma 765 fő (2022. január 1.). Sansais Amuré, Coulon, Frontenay-Rohan-Rohan, Magné, Saint-Georges-de-Rex és Le Vanneau-Irleau községekkel határos.

## Népesség
A település népessége az elmúlt években az alábbi módon változott:
| Lakosok száma | 756  | 744  | 801  | 753  | 756  | 760  | 765  | 764  | 765  |
|               | 2013 | 2015 | 2016 | 2017 | 2018 | 2019 | 2020 | 2021 | 2022 |